# Deputacja Tajna
Deputacja Tajna – komisja pomocnicza Deputacji Bezpieczeństwa Publicznego Rady Najwyższej Rządowej Litewskiej w czasie powstania kościuszkowskiego w 1794 roku.
Powołana 27 kwietnia 1794 roku, do jej kompetencji należała organizacja wywiadu wojskowego i przemysłu zbrojeniowego, wysyłanie i odbieranie raportów wojskowych, układanie projektów powołania gwardii narodowej. Po 17 maja 1794 roku część jej kompetencji przejęła utworzona Deputacja Wojskowa, Deputacja Tajna uzyskała najwyższą władzę nad armią powstańczą z prawem do układania planów wojennych. 30 maja poszerzono jej skład.

## Skład
- Michał Hieronim Brzostowski, starosta miński
- Romuald Tadeusz Giedroyć, generał (członek od 30 maja)
- Jerzy Franciszek Grabowski, generał (członek od 30 maja)
- Szymon Malewski, profesor Uniwersytetu Wileńskiego
- Mikołaj Mickaniewski, (wybrany przez magistrat wileński, członek od 30 maja)
- Benedykt Beniamin Morykoni pisarz Wielkiego Księstwa Litewskiego
- Wilhelm Refeld, (wybrany przez magistrat wileński, członek od 30 maja)
- Antoni Tyzenhauz, prezydent Wilna (członek od 30 maja)
- Ignacy Wojnicz, (wybrany przez magistrat wileński, od 30 maja)